# GroenLinks-lijsttrekkersreferendum 2012
Tussen 28 mei en 5 juni 2012 hield GroenLinks een intern lijsttrekkersreferendum over het lijsttrekkerschap van de partij bij de verkiezingen van 2012.
De kandidaten waren Jolande Sap, de fractievoorzitter in de Tweede Kamer en Tofik Dibi, Tweede Kamerlid. Op 7 mei lekte uit dat Dibi zich kandidaat had gesteld. Op 13 mei bevestigde Dibi zijn kandidatuur op een persconferentie. Op 17 mei besloot het partijbestuur om een referendum te organiseren met twee kandidaten. Hiermee week het af van de statuten die alleen een referendum toestaan over het lijsttrekkerschap tussen kandidaten die een positief advies hebben. Alleen Sap had een positief advies. Van twee andere kandidaten werd bekend dat ze gesolliciteerd hadden naar de functie, maar een negatief advies kregen: Dibi (die werd toegelaten tot het referendum)  en Oscar Dijkhoff (die niet werd toegelaten tot het referendum). Partijvoorzitter Heleen Weening concludeerde hieruit: "De leden hebben een keuze tussen een ongeschikt verklaarde kandidaat en een geschikte kandidaat". Dibi liet weten dat hij eerder al was tegengewerkt in zijn pogingen zijn kandidatuur rond te krijgen. Een geschillencommissie van GroenLinks oordeelde, nadat Dibi in bezwaar en beroep was gegaan, dat de gang van zaken alle betrokken partijen - Dibi, het partijbestuur en de kandidatencommissie - onnodig had beschadigd. Bovendien oordeelde de geschillencommissie dat het negatieve oordeel van de kandidatencommissie over Dibi op "een zeer smalle basis" gebaseerd was.
De campagne duurde van 21 mei tot 5 juni 2012. Er vonden drie debatten plaats tussen Sap en Dibi: in Amsterdam, 's-Hertogenbosch en Groningen. Er kon telefonisch en online gestemd worden door alle leden die drie maanden voor aanvang van het referendum lid waren. Er werd gebruikgemaakt van een stelsel met een enkelvoudige overdraagbare stem. De referendumcommissie bestond uit Nel van Dijk en Valentijn de Marez Oyens. Op 6 juni werd de uitslag bekendgemaakt.
Van de 25.608 leden stemden er 14.559 (57%). Jolande Sap kreeg 12.242 stemmen (84%); Tofik Dibi 1764 (12%); daarnaast werden er 553 (4%) blanco stemmen gegeven.
Het GroenLinks-congres van 30 juni 2012 zette Dibi op zijn eigen verzoek op de 10e plek van de GroenLinks-lijst.

## Voetnoten
1. ↑  ‘Tofik Dibi stelt zich kandidaat als lijsttrekker GroenLinks’, NRC
2. ↑  Nu is het officieel: Tofik Dibi kandidaat-lijsttrekker GroenLinks, NRC
3. 1 2  Tofik Dibi toch kandidaat voor lijsttrekkerschap GroenLinks, NRC
4. ↑  'Dibi niet geschikt als partijleider GroenLinks', Volkskrant
5. ↑  Afgewezen kandidaat lijsttrekker GroenLinks bekend: Oscar Dijkhoff, NRC.nl, 22 mei 2012
6. ↑  GroenLinks-voorzitter: Tofik Dibi ongeschikte kandidaat-lijsttrekker, website Knevel en van den Brink
7. ↑  'Onnodige schade' door procedure GroenLinks , Telegraaf
8. ↑  Advies Lijsttrekker, website GroenLinks